# Conrado San Martín
Pour les articles homonymes, voir San Martin.
Conrado San Martín, né le 20 février 1921 à Higuera de las Dueñas et mort le 24 avril 2019 à Madrid, est un acteur espagnol. 
Faisant ses débuts en 1941, il connaît une longue et prolifique carrière, notamment dans les années 1950, avec plus de 120 rôles.

## Biographie
Conrado San Martín a laissé derrière lui une carrière de boxeur amateur pour jouer de petits rôles au théâtre en compagnie de Cayetano Luca de Tena et jouer le rôle de figurant dans certains films. Il fait ses débuts au cinéma avec Oro Vil (1941), un film réalisé par Eduardo García Maroto. Au cours des années 1940, San Martín devient acteur dans des rôles secondaires et joue dans El fantasma y Doña Juanita (1944) réalisé par Rafael Gil, dans Los últimos de Filipinas (1945), réalisé par Antonio Román, La princesa de los Ursinos (1947), de Luis Lucia et La Lola se va a los puertos (1947) et Locura de Amor (1948), tous deux réalisés par Juan de Orduña. Ces rôles ont amené la société de production catalane Emisora films à lui octroyer un contrat d'exclusivité. Il a notamment joué dans les comédies Siempre vuelve de madrugada (1948), Despertó su corazón (1949) et Mi adorado Juan (1949), un film réalisé par Jerónimo Mihura. 
San Martín a également joué dans le thriller Apartado the correos 1001 (1950), dans Mail box 1001, un film de Julio Salvador qui a connu un franc succès auprès du public et Relato policíaco (1954) de Antonio Isasi-Isasmendi. Le succès de certaines de ces productions lui a valu le rôle principal dans Amenaza (1950), Threat, un film réalisé par Antonio Román, La patrulla, 19540, un film réalisé par Pedro Lazaga, Pasión en el mar (1956) et Y eligió el infierno (1957). Il crée sa propre société de production, Laurus films, qui produit les mélodrames Lo que nunca muere (1954) et Sin la sonrisa de Dios (1955).
Au fur et à mesure que sa carrière se consolidait, il a commencé à travailler dans des coproductions internationales telles que La légion de Cléopâtre (1959) de Vittorio Cottafavi, Le Colosse de Rhodes (1960), le premier film réalisé par Sergio Leone, Roi des rois (1961), La Muerte silba un blues (1962), dirigé par Jesús Franco, All'ombra di una colt (1966) réalisé par Giovanni Grimaldi, Los largos de la venganza (1967) réalisé par Florestano Vancini et Simón Bolívar (1969), un film réalisé par Alessandro Blasetti.
L’échec de sa société de production l’a finalement contraint à prendre sa retraite du grand écran au début des années 1970. Une décennie plus tard, il revient jouer des rôles secondaires importants dans des films tels que Asesinato en el comité central (1983), À la lecture de la lune (1985), un film de José María González Sinde, Extramuros (1985), un film réalisé par Miguel Picazo, Dragon Rapide (1986) de Jaime Camino Boom Boom (1989) de Rosa Vergés, Riders of the Dawn (1990) de Vicente Aranda et A solas contigo (1990), réalisé par Eduardo Campoy.

## Distinction
En 2003, Conrado San Martín reçoit la Médaille d'or du mérite des beaux-arts par le Ministère de l'Éducation, de la Culture et des Sports.

## Filmographie

### Cinéma
- 1942 : Los misterios de Tánger
- 1945 : Espronceda
- 1947 : Fuenteovejuna : le cow-boy
- 1948 : Alhucemas de José López Rubio : Abelardo Sánchez
- 1949 : Poignard et Trahison : Carlos Ferrer
- 1950 : Mystère à Barcelone : Miguel
- 1954 : La Patrulla : Enrique
- 1955 : Meurtre, Drogue et Compagnie (Contraband Spain) de Lawrence Huntington et Julio Salvador (es)
- 1956 : L'Île des désespérés : Carmelo
- 1957 : J'ai choisi l'enfer (...Y eligió el infierno) de César Ardavín : Luis
- 1959 : Les Légions de Cléopâtre : Gotarzo
- 1961 : Le Colosse de Rhodes : Thar
- 1961 : La Révolte des mercenaires : le capitaine Lucio di Rialto
- 1961 : Le Roi des rois : le général Pompey
- 1962 : L'Horrible Docteur Orlof : l'inspecteur Tanner
- 1964 : Le Pont des Soupirs (Il Ponte dei sospiri) de Carlo Campogalliani et Piero Pierotti : le capitaine Altieri
- 1964 : Agent 077, opération Jamaïque : Alfred Pereira
- 1964 : Le Grand Défi (Ercole, Sansone, Maciste e Ursus gli invincibili) de Giorgio Capitani : Marinero
- 1965 : Corrida pour un espion : le commandant Luis Moreno
- 1965 : Un mercenaire reste à tuer : Duke
- 1966 : Ah ! Quelle nuit, les amis ! (Che notte, ragazzi!) de Giorgio Capitani
- 1967 : Les Longs Jours de la vengeance : M. Cobb
- 1967 : Le Cobra de Mario Sequi
- 1967 : Un fusil pour deux colts : Ted Shaw
- 1968 : Il était une fois dans l'Ouest : Vecino
- 1969 : Un hombre solo
- 1969 : Simón Bolívar : le général José Antonio Fuentes
- 1971 : Il était une fois la révolution
- 1982 : Hablamos esta noche : Ballester
- 1983 : Conquest : Zora
- 1987 : Redondela
- 1990 : Boom Boom : Señor Amat
- 1990 : Seule avec toi : Almirante La Huerta
- 1995 : Felicidades Tovarich : Amigo del abuelo
- 2001 : La mujer de mi vida : Dionisio
- 2014 : Vampyres

### Télévision
- 1982 : Juanita la Larga : Don Paco
- 1984 : Proceso a Mariana Pineda : l'avocat de la défense (5 épisodes)
- 1990 : Los jinetes del alba : le médecin (5 épisodes)
- 1994-1995 : Hermanos de leche (14 épisodes)
- 2005 : Un, dos, tres (1 épisode)
- 2008 : La bella Otero : Raùl